# 瓦朗茹
瓦朗茹（法語：Valanjou，法語發音：[valɑ̃ʒu] ⓘ）是法国曼恩-卢瓦尔省的一个旧市镇，属于绍莱区。2015年12月15日，瓦朗茹相邻的其它11个市镇合并为新市镇安茹地区舍米耶（Chemillé-en-Anjou）。

## 地理
瓦朗茹（47°12'50"N, 0°35'43"W）面积55.86 平方千米，位于法国卢瓦尔河地区大区曼恩-卢瓦尔省，该省份为法国西部内陆省份，大致对应安茹地区，北起顺时针与马耶讷省、萨尔特省、安德尔-卢瓦尔省、维埃纳省、德塞夫勒省、旺代省、大西洋卢瓦尔省和伊勒-维莱讷省接壤。
与瓦朗茹接壤的市镇（或旧市镇、城区）包括：莱永河畔尚、尚佐、舍米耶、科塞当茹、法沃赖-马谢勒、蒙蒂耶、拉萨勒德维耶、贝勒维涅昂莱永、利斯-上莱永、勒瓦德、图阿尔塞、舍米耶-默莱、维耶。
瓦朗茹的时区为UTC+01:00、UTC+02:00（夏令时）。

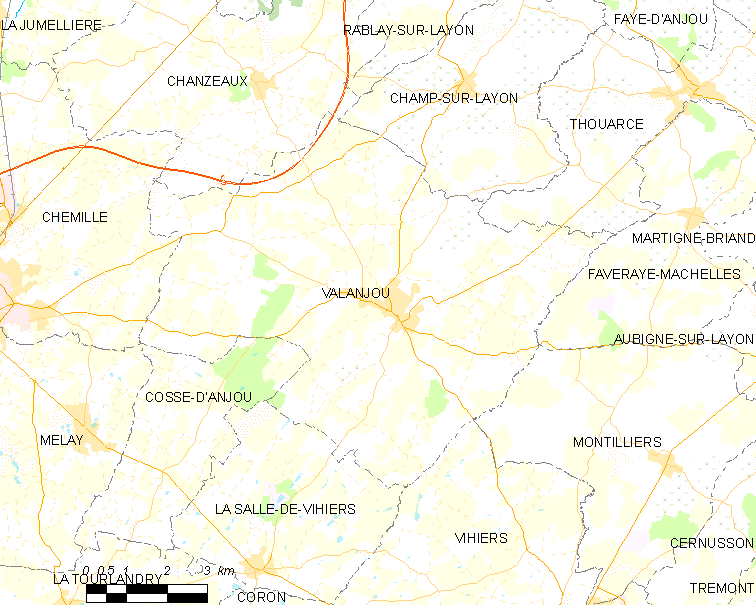
瓦朗茹的OSM定位图

## 行政
瓦朗茹的邮政编码为49670，INSEE市镇编码为49153。

## 政治
瓦朗茹所属的省级选区为安茹地区舍米耶县。

## 人口

1962-2008年间瓦朗茹人口变化图示

瓦朗茹于2018年1月1日时的人口数量为2123人。